# Innamoramento
Pour la chanson, voir Innamoramento (chanson).
Albums de Mylène Farmer
Live à Bercy
(1997) Mylenium Tour
(2000)
Singles
1. L'Âme-Stram-Gram
Sortie : 9 mars 1999
2. Je te rends ton amour
Sortie : 8 juin 1999
3. Souviens-toi du jour...
Sortie : 28 septembre 1999
4. Optimistique-moi
Sortie : 22 février 2000
5. Innamoramento
Sortie : 18 juillet 2000

Innamoramento est le cinquième album studio de Mylène Farmer, paru le 7 avril 1999 chez Polydor.
Composé de treize titres, ce disque est entièrement écrit par Mylène Farmer qui signe également cinq musiques, les autres compositions étant signées par Laurent Boutonnat.
Enregistré à Los Angeles, Innamoramento (un mot italien signifiant « s'énamourer ») doit son nom au livre Le Choc amoureux du sociologue Francesco Alberoni. 
Après le virage rock d’Anamorphosée, la chanteuse renoue avec un style plutôt pop et variétés, intégrant quelques touches de musiques du monde. Les textes, dans lesquels elle multiplie les jeux de mots, doubles sens et autres assonances, sont emplis de références littéraires et artistiques.
Porté par le succès des singles L'Âme-Stram-Gram, Je te rends ton amour, Souviens-toi du jour..., Optimistique-moi et Innamoramento (la plupart étant certifiés disque d'argent), l'album s'écoule à plus de 1 500 000 exemplaires et permet à la chanteuse de remporter plusieurs prix, notamment un disque de diamant, des disques de platine et plusieurs NRJ Music Awards (« Meilleur album de l'année », « Artiste de l'année » 1999 et 2000...).

## Histoire

### Genèse
Après les succès de l'album Anamorphosée (sorti en octobre 1995 et vendu à plus d'un million d'exemplaires), de la tournée Tour 1996 et de l'album Live à Bercy (sorti en mai 1997 et vendu à près d'un million d'exemplaires), Mylène Farmer s'éloigne pendant plus d'un an de la scène médiatique et en profite pour voyager, lire et écrire un nouvel album, toujours avec Laurent Boutonnat.

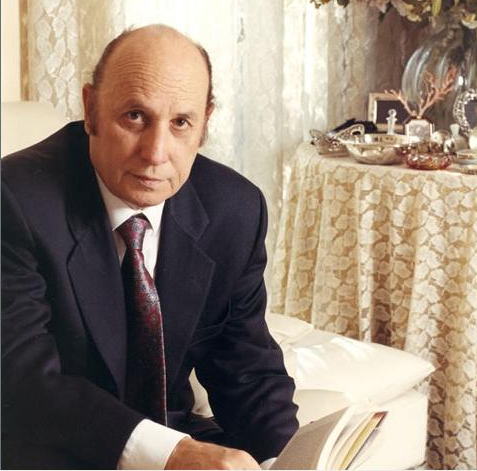
Francesco Alberoni.

Enregistré à Los Angeles à l'automne 1998, Innamoramento (un mot italien que l'on pourrait traduire en français par « s'énamourer ») doit son nom au livre Le Choc amoureux du sociologue Francesco Alberoni. La chanteuse reprend d'ailleurs une citation de l'écrivain dans le livret de l'album :
« L'Amour naissant, l'Innamoramento italien. L'étincelle dans la grisaille quotidienne. Le bonheur mêlé d'inquiétude parce qu'on ignore si ce sentiment est partagé. Un état transitoire qui débouche parfois sur l'amour. Un phénomène comparable aux mouvements collectifs révolutionnaires ».
Elle déclarera : « J'ai tenté dans cet album de décliner l'amour dans son spectre le plus large. J'ai également été intéressée par ce mot parce que, à l'intérieur, il y a amour, il y a mort, autant de choses qui font partie du sentiment amoureux ».

### Sortie
Un mois après la sortie du premier extrait L'Âme-Stram-Gram, qui se classe n°2 du Top 50, l'album Innamoramento paraît le 7 avril 1999 et s'écoule à plus de 250 000 exemplaires en France en une seule semaine.
Les singles suivants (Je te rends ton amour, dont le clip est censuré, Souviens-toi du jour..., Optimistique-moi et Innamoramento) se classent tous dans le Top 10. La tournée soutenant cet album, le Mylènium Tour, connaît un large succès et les dates se rajoutent jusqu'à être quasiment doublées pour chaque ville, dont trois dates en Russie dans des salles de 30 000 places.
L'album s'écoule à plus de 1 500 000 exemplaires et permet à la chanteuse de remporter plusieurs prix, notamment un disque de diamant, des disques de platine et plusieurs NRJ Music Awards (« Meilleur album de l'année », « Artiste de l'année » 1999 et 2000...).

## Pochette
Dans des tons bleutés, la pochette, signée Marino Parisotto Vay, présente Mylène Farmer assise au-dessus d'une grande cage posée dans l'océan, la porte entrouverte. Vêtue d'une robe blanche, elle regarde cette porte entrouverte, dont on ne sait si elle vient d'en sortir ou envisage d'y entrer.
Elle déclarera : « La porte est ouverte, donc je peux toujours y rentrer à nouveau... C'est l'interrogation que j'ai. On peut y voir ce qu'on veut, mais c'est vrai qu'à la lecture immédiate, on voit une cage, on voit une silhouette au-dessus, on peut penser à l'oiseau. Maintenant, peu m'importe d'ailleurs si c'est un oiseau ou non. C'est plus l'idée qu'on puisse voir effectivement cette porte entrouverte et que cette cage elle-même est entourée d'eau, donc qui peut être menaçante, qui peut être paisible… ».
L'écriture du logo Innamoramento offre une police différente en fonction des lettres, mettant en exergue les mots « Amen », « Amor » et « Mort », les lettres MOR étant reliées par un trait jusqu'au T en forme de croix. Ce trait semble également relier les deux O, comme pour associer ces deux lettres similaires.

## Liste des titres
| 1.  | L'Amour naissant             | Mylène Farmer | Laurent Boutonnat | 4:59 |
| 2.  | L'Âme-Stram-Gram             | Mylène Farmer | Laurent Boutonnat | 4:24 |
| 3.  | Pas le temps de vivre        | Mylène Farmer | Mylène Farmer     | 5:16 |
| 4.  | Dessine-moi un mouton        | Mylène Farmer | Laurent Boutonnat | 4:38 |
| 5.  | Je te rends ton amour        | Mylène Farmer | Laurent Boutonnat | 5:13 |
| 6.  | Méfie-toi                    | Mylène Farmer | Mylène Farmer     | 5:30 |
| 7.  | Innamoramento                | Mylène Farmer | Laurent Boutonnat | 5:27 |
| 8.  | Optimistique-moi             | Mylène Farmer | Mylène Farmer     | 4:24 |
| 9.  | Serais-tu là ?               | Mylène Farmer | Mylène Farmer     | 4:48 |
| 10. | Consentement                 | Mylène Farmer | Laurent Boutonnat | 4:41 |
| 11. | Et si vieillir m'était conté | Mylène Farmer | Mylène Farmer     | 4:38 |
| 12. | Souviens-toi du jour...      | Mylène Farmer | Laurent Boutonnat | 5:00 |
| 13. | Mylenium                     | Mylène Farmer | Laurent Boutonnat | 5:35 |

| 14. | L'Âme-Stram-Gram (Perky Park Pique Dames Club Mix) | Mylène Farmer | Laurent Boutonnat | 6:35 |

Le 28 mai 2021, l'album est réédité en double CD, le deuxième disque proposant les versions instrumentales de chaque titre.

## Description des chansons
L'album est entièrement écrit par Mylène Farmer qui signe également cinq compositions, les autres musiques étant signées par Laurent Boutonnat.
Après le virage rock d'Anamorphosée, la chanteuse renoue avec un style plutôt pop et variétés, en intégrant quelques touches de musiques du monde.
Empli de références littéraires (Francesco Alberoni, Primo Levi, Emily Dickinson, Pierre Reverdy, Paul Verlaine ou encore Le Petit Prince) et artistiques (Egon Schiele, Paul Gauguin, La Fille de Ryan de David Lean), Innamoramento dévoile une Mylène Farmer très romantique, maîtrisant son écriture et jouant de plus en plus avec les mots, les doubles sens et les assonances.
Évoquant de nouveau ses thèmes fétiches comme l'enfance (Dessine-moi un mouton), le mysticisme (Optimistique-moi, Méfie-toi), le sexe (L'Âme-Stram-Gram) et le temps qui passe (Et si vieillir m'était conté), elle signe un album centré principalement sur l'amour.
Sans atteindre la noirceur de ses premiers albums, Innamoramento est néanmoins moins lumineux que le précédent, Anamorphosée, comme le confirme la chanteuse : « Sur l'album précédent, j'ai exprimé des choses plus douces, moins violentes, je pensais être sur le chemin de la sérénité. Avec Innamoramento, je réalise étrangement que je bascule à nouveau vers l'autre monde, d'autres angoisses… Tout se fait et se défait inexorablement ».

### L'Amour naissant

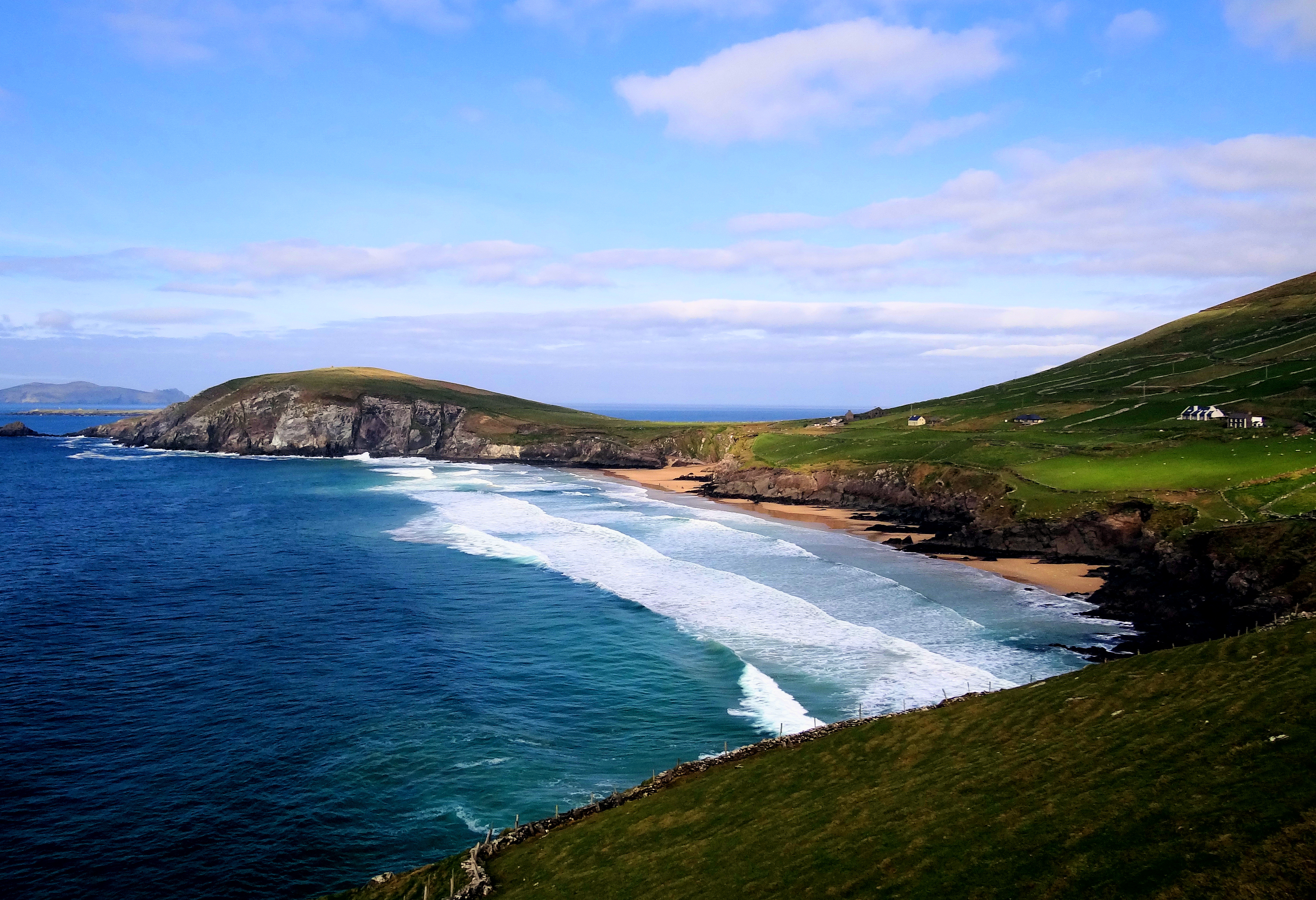
Une plage de la péninsule de Dingle, où fut tourné La Fille de Ryan.

Introduit par un bruit d'orage et quelques notes de cornemuse, ce titre rend hommage à La Fille de Ryan, un film britannique de David Lean qui se déroule en Irlande. Outre les sonorités irlandaises, la chanson insère des bruits liés à la nature, comme l'orage, le vent et les oiseaux, et se termine par des chœurs africains, l'ensemble formant, selon Mylène Farmer, une invitation au voyage.
Dans ce texte, la chanteuse enchaîne une série de questions dans les couplets (« Quel monde n'a pas connu le souffle du néant ? », « Quelle maison n'a jamais pleuré un enfant ? », « Quel ange n'est tombé devant la beauté du couchant ? ») et évoque notamment Les Puissances du Dedans de Michel Random, un livre sur l'écrivain Luc Dietrich. 

### L'Âme-Stram-Gram

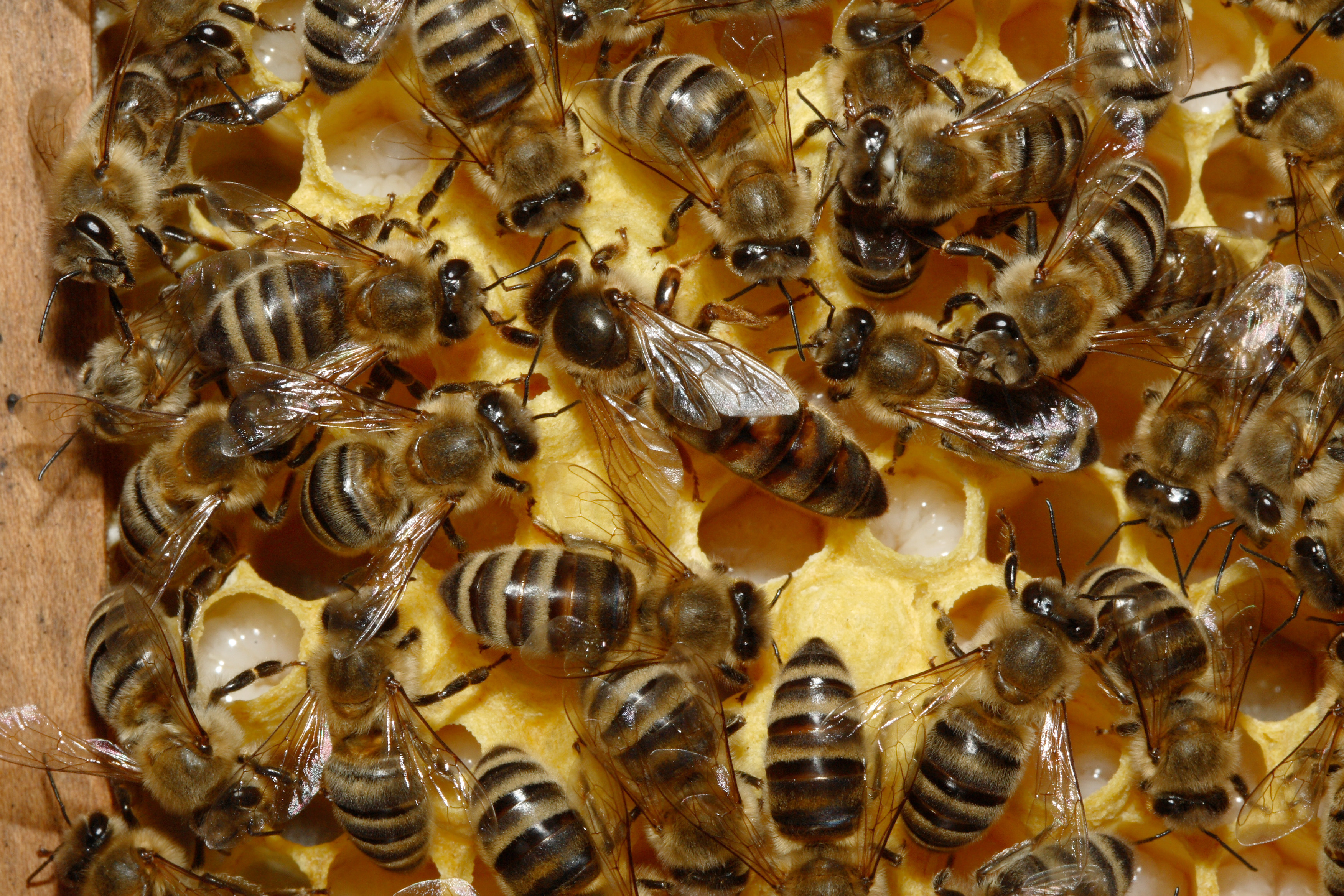
Le texte à double sens utilise le champ lexical des abeilles.

Sur une musique légèrement techno, Mylène Farmer écrit L'Âme-Stram-Gram, un texte à double sens inspiré de la comptine pour enfants Am stram gram, dans lequel elle évoque à la fois la psychanalyse et l'orgasme, jouant avec les mots tout au long des paroles (« J'ouïs tout ce que tu confesses », « J'ouïs tout ce que tu susurres »...). La répétition de certains mots dans le refrain, au sein de phrases qui se suivent (« En moi, en moi, toi que j'aime, dis-moi, dis-moi quand ça n'va pas »), est un effet de style pour faire référence aux va et vient lors d'un rapport sexuel.
La chanteuse utilise également le champ lexical des abeilles (« L'essaim bat la mesure », « Immisce et glisse l'abdomen dans l'orifice », « Un bourdon », « Pique pique-moi dans l'âme »...).

### Pas le temps de vivre

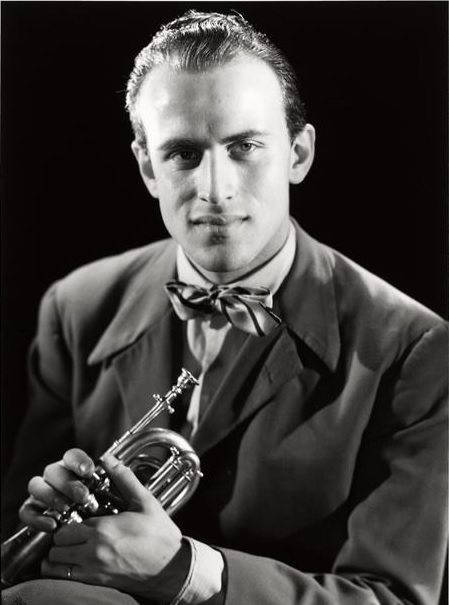
Boris Vian.

Dédiée à son frère Jean-Loup, décédé dans un accident de voiture en octobre 1996, cette ballade est le premier titre de l'album dont la chanteuse signe également la musique. Composée de notes de piano et de guitare, la chanson débute et se termine par un bruit de ruisseau.
Le texte, très personnel, évoque le deuil, le regret et le sentiment d'abandon (« Il me faudrait là ton souffle, pour vaincre l'incertitude, écrouer ma solitude », « Dis, de quelle clef ai-je besoin pour rencontrer ton astre », « Je suis comme la mer qui se retire de n'avoir pas su trouver tes pas »).
Alors que le texte utilise certains néologismes (« L'être se monacale », « L'être s'invincible ») et semble faire écho au poème Le temps de vivre de Boris Vian, la phrase « Il est des heures où mes pensées sont si faibles, un marbre sans veines » est quant à elle inspirée du poème Épine de Pierre Reverdy.

### Dessine-moi un mouton

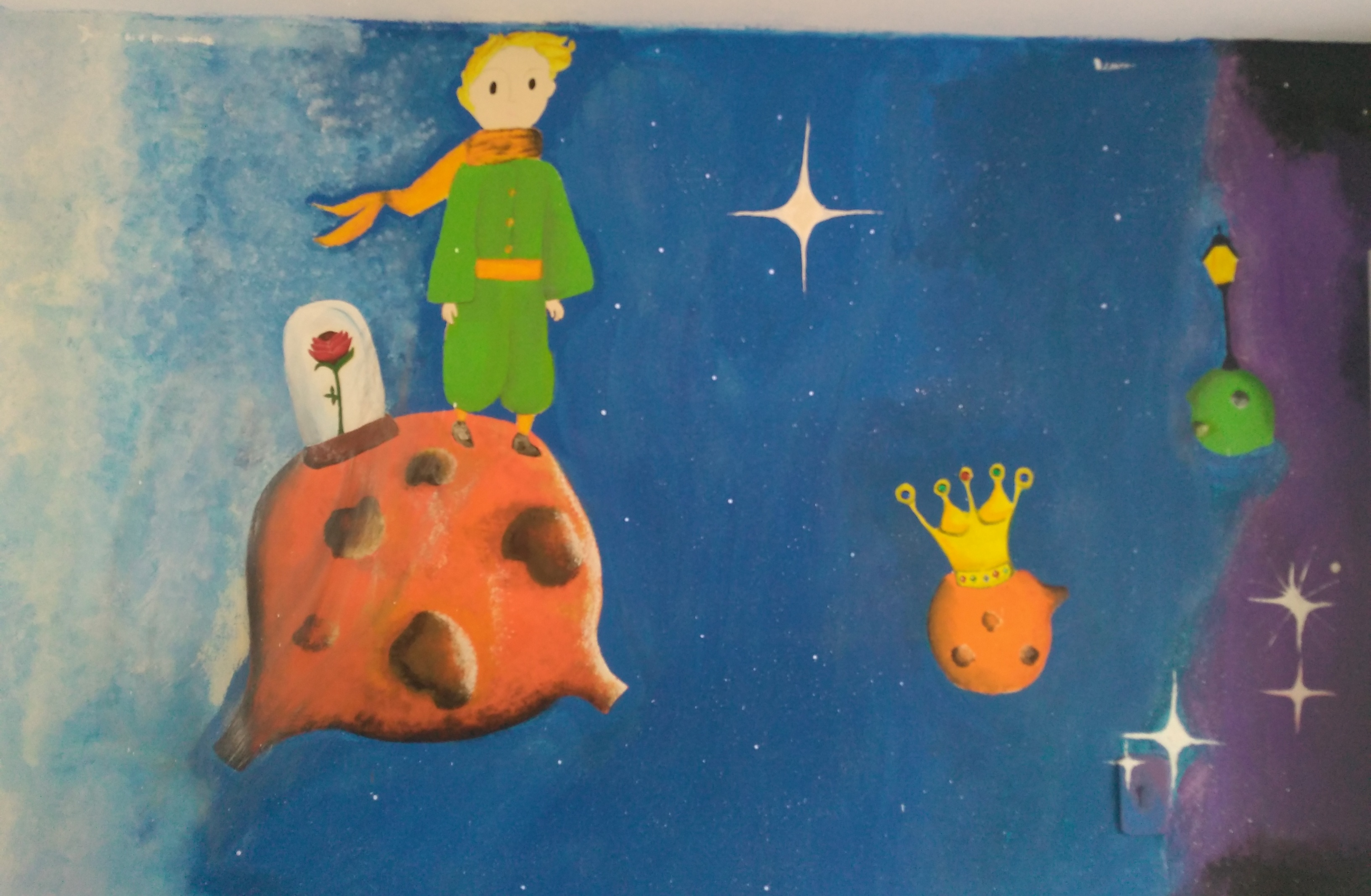
Tableau représentant Le Petit Prince d'Antoine de Saint-Exupéry.

Les premières notes de piano, suivies par des guitares électriques, annoncent un titre plus rock.
Ce texte de Dessine-moi un mouton fait ouvertement référence au conte Le Petit Prince d'Antoine de Saint-Exupéry, dont est extraite la phrase « S'il te plaît, dessine-moi un mouton ».
Regrettant que la perception du monde lorsque l'on devient adulte manque cruellement d'imagination (« Quelle solitude d'ignorer ce que les yeux ne peuvent pas voir », « Le monde adulte, isolé, un monde abrupt », « Le ciel est vide sans imagination »), la chanteuse se met à envier l'innocence et la rêverie de l'enfance (« Redevenir l'enfant que nous étions », « Mais je jure que le monde est à moi »).

### Je te rends ton amour

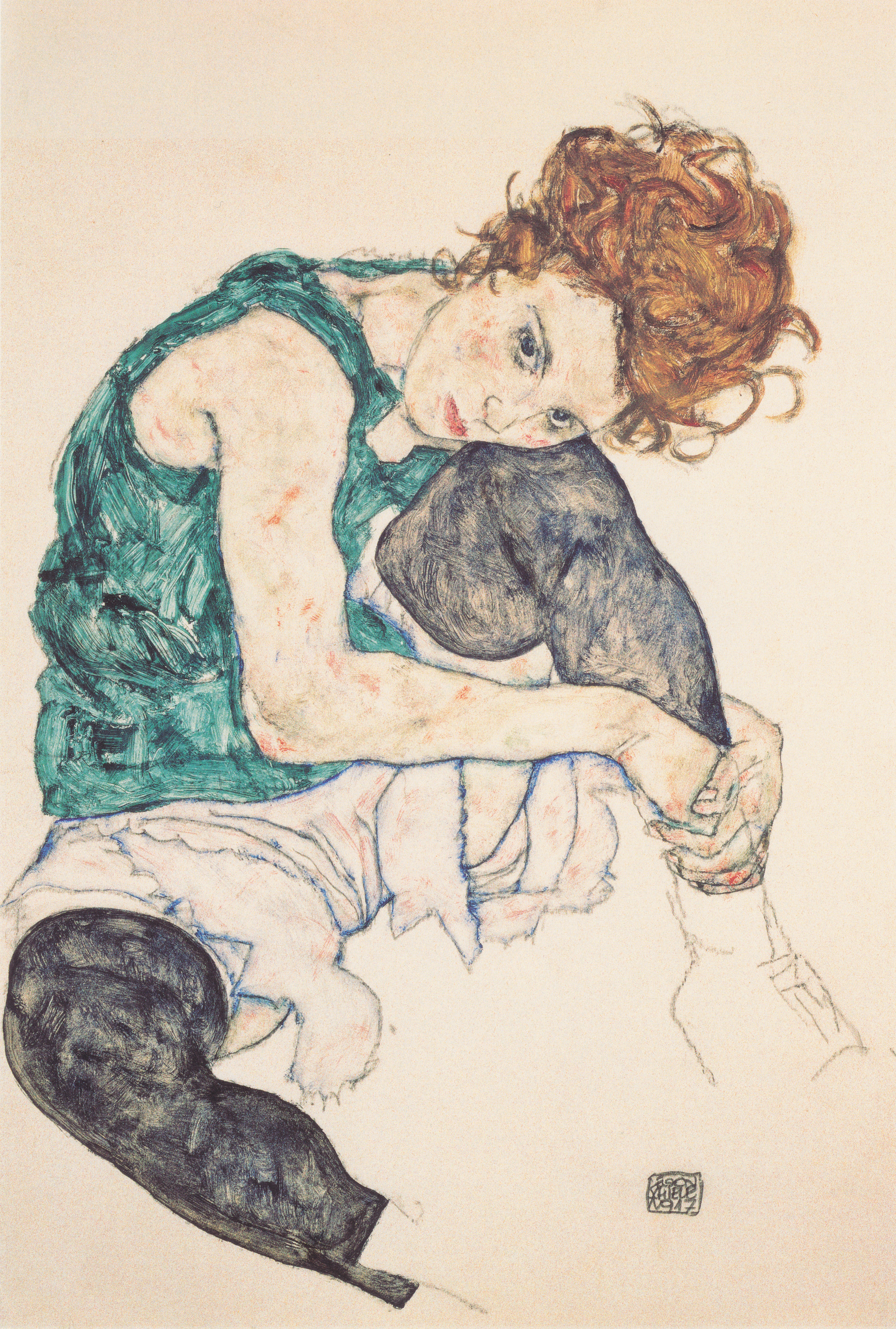
Peinture d'Egon Schiele.

Sur une musique mêlant sons électroniques, piano et guitares électriques, la chanteuse écrit un texte relatant une rupture, dans lequel elle évoque son besoin d'échapper à une condition qui ne lui convient plus.

Se mettant dans la peau d'une toile de maître, elle utilise ici le champ lexical de la peinture (« M'extraire du cadre », « Toile, fibre qui suinte des meurtrissures », « Un nu de maître », « Ses couleurs se sont diluées »...). Elle fait également référence à Paul Gauguin et surtout à Egon Schiele, un de ses peintres préférés, citant l'un de ses tableaux, La femme nue debout.
Alors que le texte fait l'objet de plusieurs tentatives d'interprétation différentes, la chanteuse déclare : « Je sais ce que signifie la chanson, très précisément. Mais ce n'est pas à moi d'imposer une interprétation. Cela peut être une histoire d'amour ou l'histoire d'un détournement de Dieu ».
Lors d'une interview pour la sortie de l'album, Mylène Farmer déclare que Je te rends ton amour est alors sa chanson préférée de toute sa carrière.

### Méfie-toi

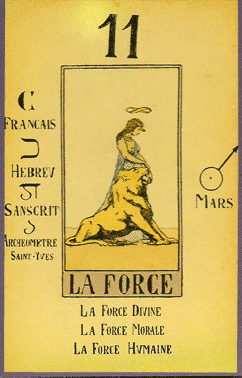
La onzième lame du Tarot divinatoire.

Dans ce texte, soutenu par une musique pop, la chanteuse évoque la force de l'esprit et l'ésotérisme.

Faisant des allusions au bouddhisme (« Mon karma est tenace, on est selon Bouddha héritier de nos actes », « Au jeu du corps à corps, l'esprit est bien plus fort », « Les chemins sont multiples, tout est question de choix »), elle fait également référence à la Mythologie égyptienne en répétant plusieurs fois « I.A.O », un acronyme désignant la rédemption de l'humanité (Isis, Mère Nature, est détruite par Apophis le Destructeur, avant d'être ramenée à la vie par Osiris).
Le Tarot divinatoire est évoqué lui aussi, et plus particulièrement la onzième lame (« C'est la onzième lame, majeur est l'arcane, Vierge iconoclaste »), une carte représentant la force morale des âmes pures, le courage, le contrôle de ses pulsions et la maîtrise de ses énergies (« Méfie-toi des puissances, des vierges sans défense, leurs forces sont subtiles, la force est féminine »).

### Innamoramento
La ballade Innamoramento, qui donne son nom à l'album, commence par des couplets calmes avant de finir par un final composé de guitares électriques.
Ce mot italien, que l'on pourrait traduire en français par « s'énamourer », est directement inspiré du livre Le Choc amoureux du sociologue Francesco Alberoni, qui retrace les émotions ressenties lors d'une rencontre amoureuse, entre les peurs liées aux histoires passées (« J'ai devant moi une porte entrouverte, même s'il me faut tout recommencer », « Ma mémoire aux portes condamnées », « L'inconnu a meurtri plus d'un cœur ») et les sentiments puissants incontrôlables (« J'n'ai pas choisi de l'être », « Tout se dilate et cède à tout », « Tout son être s'impose à nous »).

### Optimistique-moi

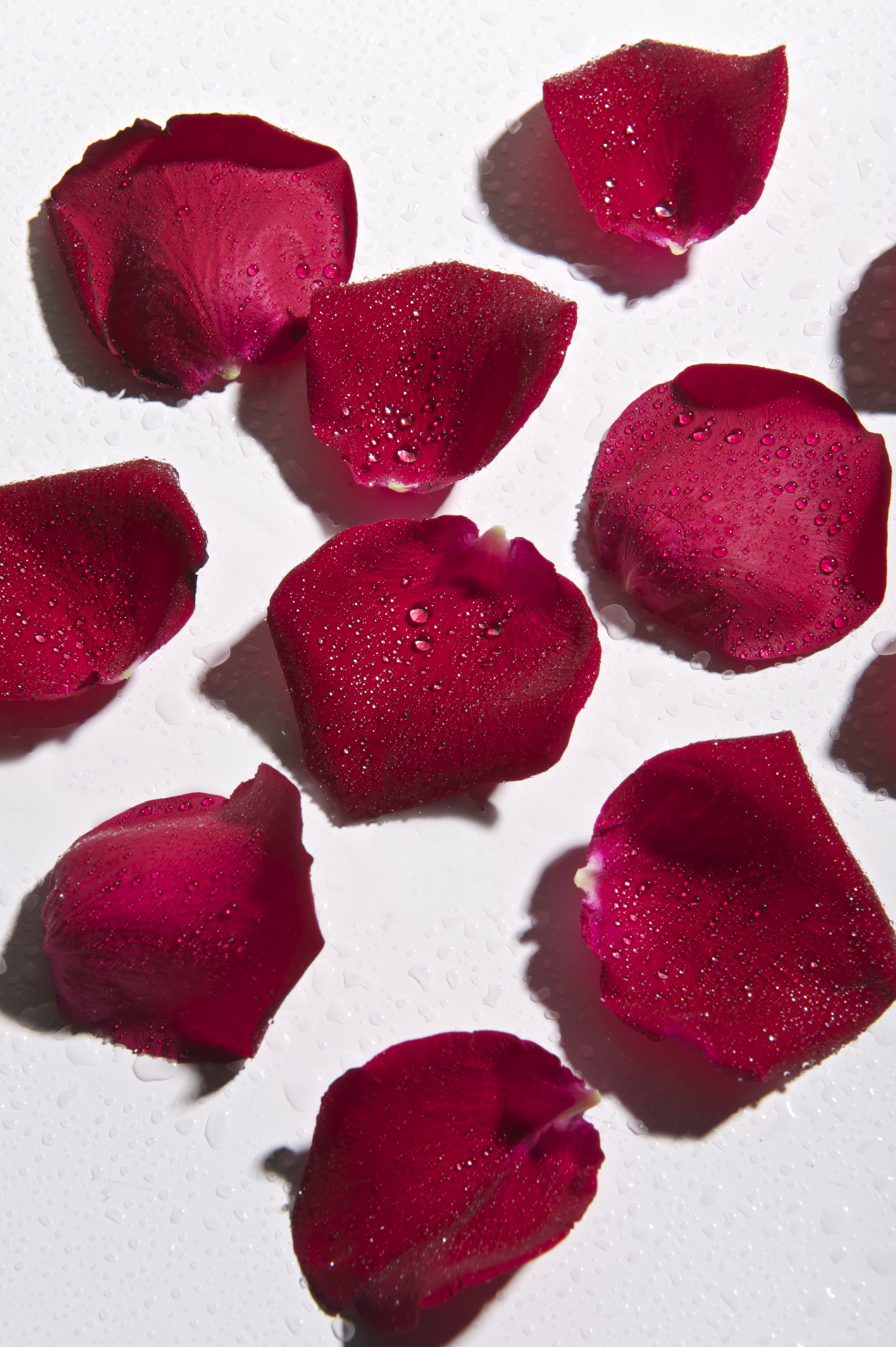
Des pétales de rose.

Dans Optimistique-moi, la chanteuse (qui signe également la musique) écrit un texte dans lequel elle évoque une relation ambigüe entre une fille et son père disparu.
Alors que les couplets sont construits comme un dialogue au sein d'une relation adulte étouffante, le refrain est composé de souvenirs de l'auteur lorsqu'elle était enfant et recherchait l'affection et la protection de son père.
Cette relation semble aller plus loin qu'un simple complexe d'Œdipe, le mot « inceste » étant écrit en filigrane dans les paroles (« aussitôt tes câlins cessent toute ecchymose »).
Le « bouton de rose » évoqué dans le refrain (« Il disait tout bas : "Petit bouton de rose, aux pétales humides un baiser je dépose" ») est le nom poétique qui était donné au clitoris.
Des références à Francesco Alberoni sont présentes dans le texte (« Tu dis : "Assez des histoires, ton passé est préhistoire" »), tout comme au poème Printemps de Paul Verlaine.

### Serais-tu là?

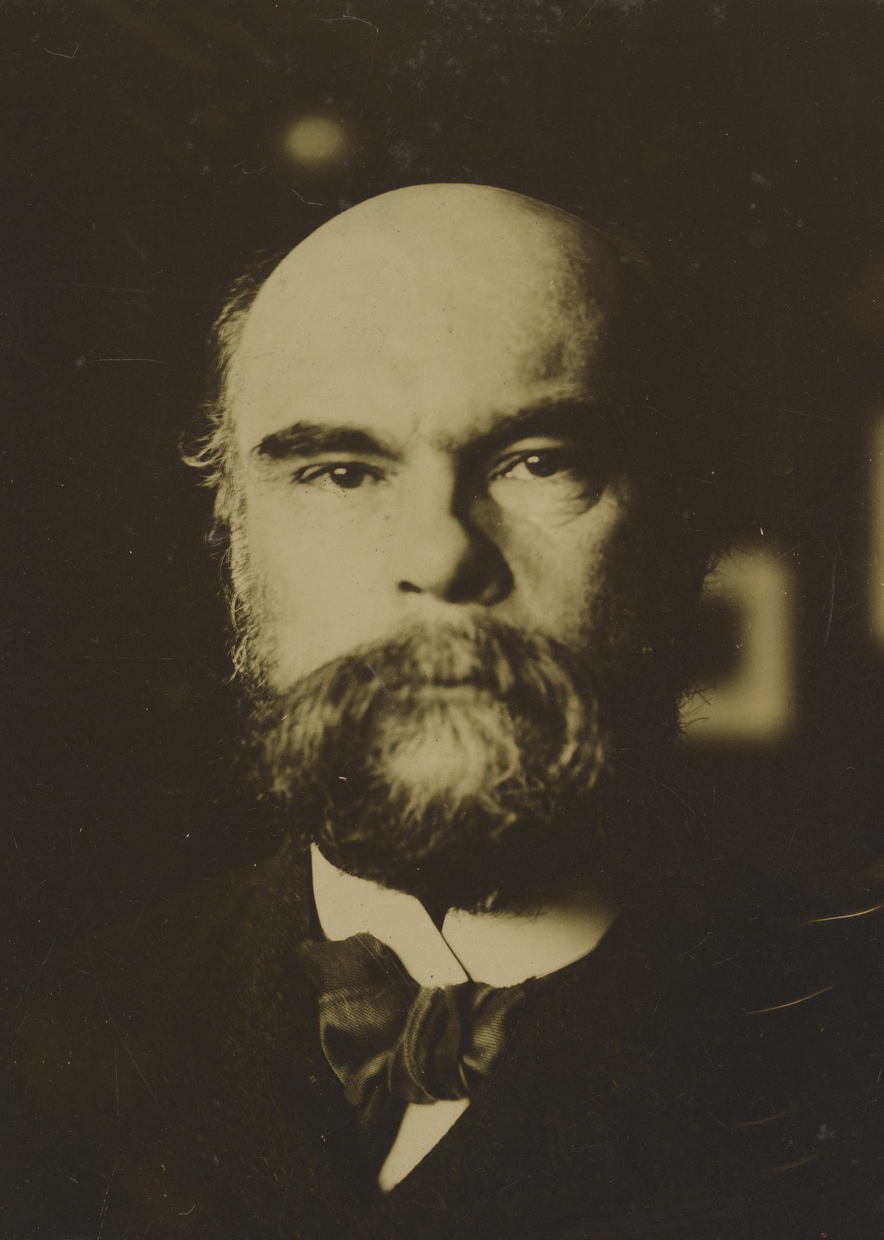
Paul Verlaine.

Dans les couplets de cette ballade chantée d'une voix aigüe, Mylène Farmer évoque le sentiment de regrets (« Chaque mot qu'on garde, chaque geste qu'on n'a fait, sont autant de larmes qui invitent au regret », « "Si j'avais su" est trop tard, mâchoire d'une pierre tombale. Le "j'aurais dû", dérisoire »).

Dans les refrains, elle interroge sur les éventuelles limites de l'amour (« Si j'avais la foi du monde en cette seconde, serais-tu là ? Si j'avais renoncé au monde et que rien ne compte, serais-tu là ? »), allant jusqu'à demander à son partenaire de la laisser se sacrifier par amour (« Si j'avais le choix : mourir pour t'entendre vivre, serais-tu là ? Si j'avais le choix : souffrir sans même te le dire, serais-tu là ? »). 
Avouant que « La faute est un poison qui ronge », la chanteuse souhaite alors s'effacer complètement (« Je voudrais être Opium, me ferais Narguilé. Particule d'Hélium, partir tout en fumée »), et fait référence au poème Mon rêve familier de Paul Verlaine, en détournant le vers « Je fais souvent ce rêve étrange et pénétrant », qui devient « Quand je fais ce rêve étrange et quand, pénétrant tes songes ».

### Consentement

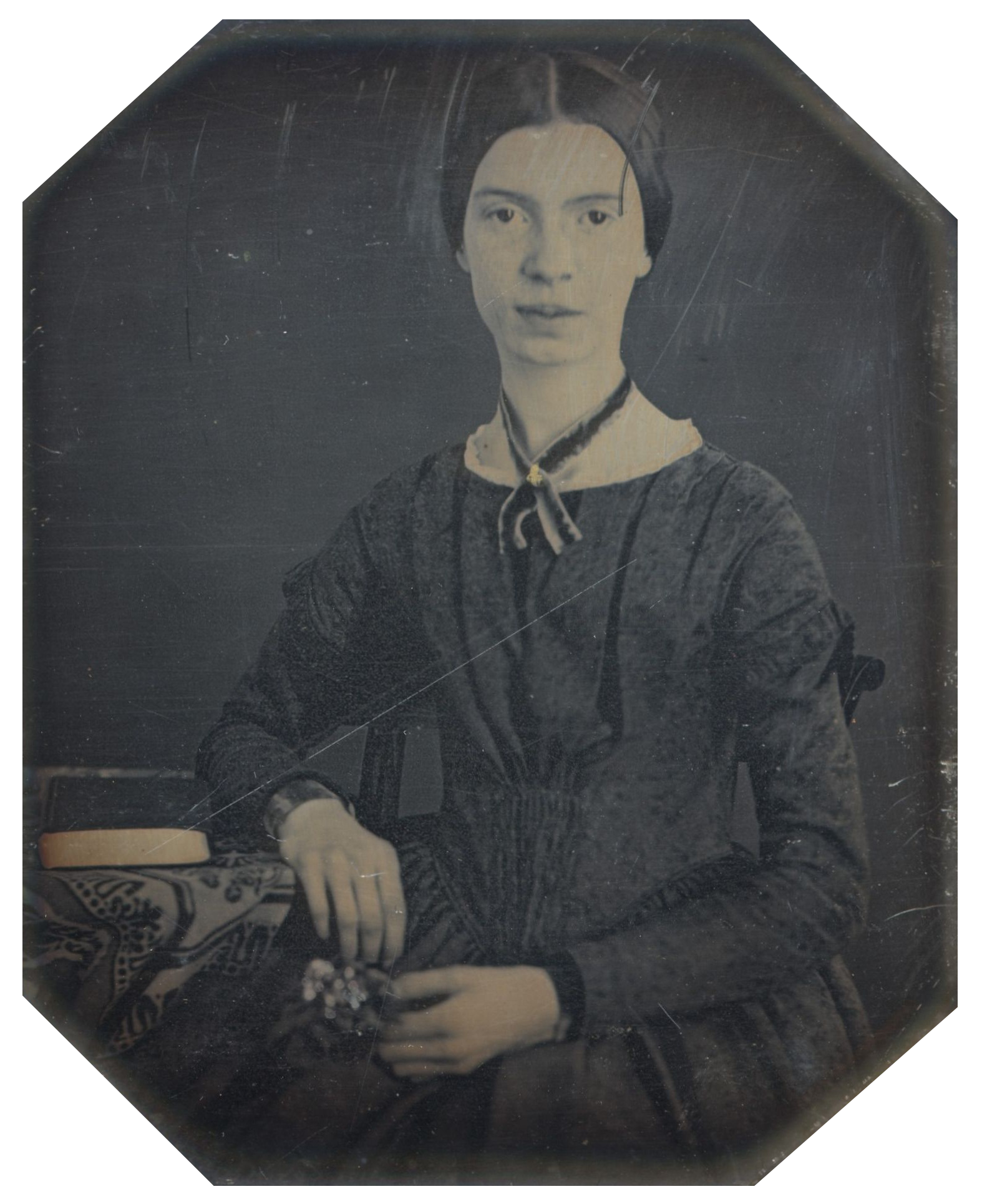
Emily Dickinson.

Introduit par des chœurs rappelant des chants grégoriens, Consentement est un titre vantant l'emploi du vouvoiement (« Je veux du "Vous" quand les dessous sont tutoiements »), la chanteuse jugeant le tutoiement comme manquant de mystère (« À qui la faute si le "Tu" a tué romance »). Des allusions sexuelles se glissent dans le texte (« Le "Vous" est vif, le ventre gonflé de vos débordements »).
Mylène Farmer déclarera : « C’est en tout cas érotique. J’aime l’idée du Vous, j’aime sa sensualité. J’aime l’inconnu qui se cache derrière ce Vous. [...] J’aime la distance du Vous, j’aime ce que ça peut suggérer à la fois de mystère ».
Certaines paroles (« Vous, où ? Et ce vol mène là où c’est l’apesanteur. Vous, où ? Deux voyelles s’aiment là sous l’accord majeur ») semblent inspirées par un poème d'Emily Dickinson.
La chanson reprend également la phrase Ah ! vous dirai-je, maman, issue d'une chanson enfantine mais aussi d'une correspondance de Madame de Grignan pour Madame de Sévigné.

### Et si vieillir m'était conté
Ce titre est l'adaptation de Madeleine, une chanson composée par Mylène Farmer en 1994 pour l'artiste américain Headmess, sur l'album Shade Underbelly, un album mélangeant du rap avec des orchestrations symphoniques.
Reprenant sa propre musique, elle écrit un texte dans lequel elle évoque le temps qui passe en personnifiant la nuit, allant de la maternité (« La nuit de ses doigts si frêles, sculpte l'aube et le ciel, Dieu que cette femme est belle ») à la déchéance physique (« La nuit de ses doigts de fer a abîmé la chair de sa rouille cruelle ») et la mort (« Quand le temps a déposé son sourire familier, c'est un pas vers la poussière »).
La phrase « La nuit de ses doigts gantés, image inachevée » est inspirée d'un vers du poème Chute de Pierre Reverdy.

### Souviens-toi du jour...

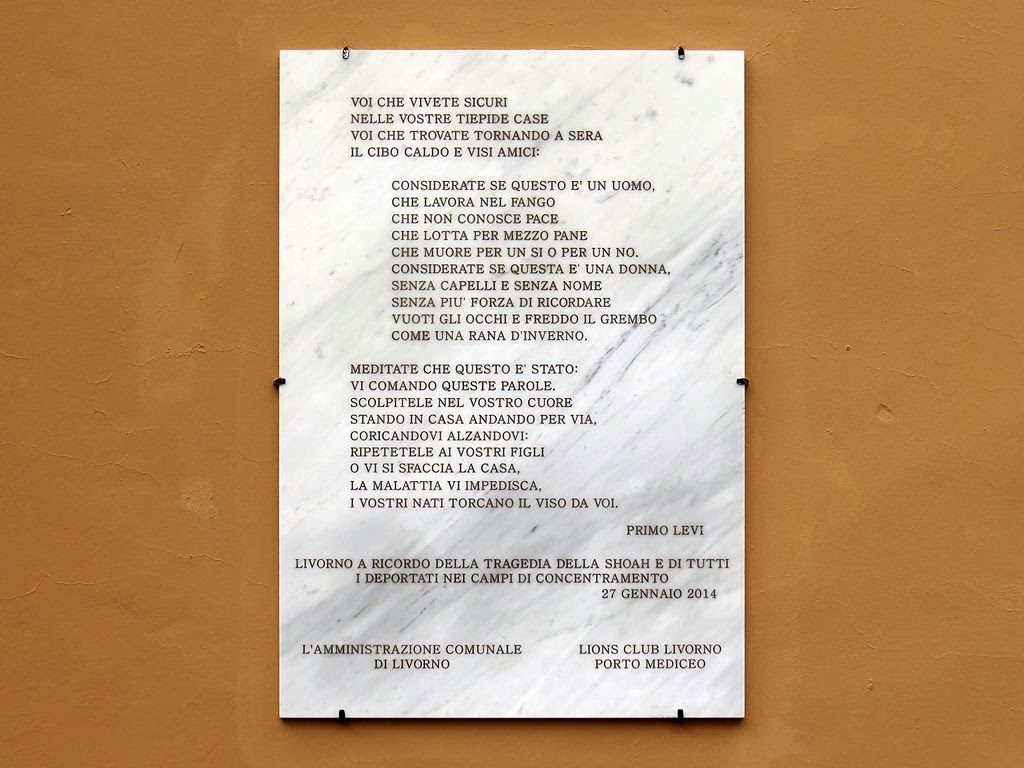
Plaque commémorative reprenant un extrait de Si c'est un homme de Primo Levi.

Sur une musique pop devenant de plus en plus dynamique, Mylène Farmer écrit Souviens-toi du jour…, un texte inspiré par le livre Si c'est un homme de Primo Levi, dans lequel il relate sa propre histoire dans les camps de concentration nazis.
Insistant sur le devoir de mémoire collective, la chanteuse déplore la capacité aussi forte de l'Homme pour construire que pour détruire (« Souviens-toi que l'on peut tout donner... Souviens-toi que l'on peut tout briser »).
La phrase « Zokher eth ayom », prononcée durant l'interlude musicale, signifie « Souviens-toi du jour » en hébreu.
Outre Si c'est un homme, elle fait également référence à des poèmes de Pierre Reverdy, notamment Entre deux mondes (« Pour une minute, pour une éternité ») et Abat-jour (« Le souffle à peine échappé... Les mains se sont élevées »).

### Mylénium
Commençant par des répétitions du mot Innamoramento, énoncé telle une prière, cette chanson est un morceau principalement instrumental. Faisant apparaître de façon crescendo des instruments dépouillés suivis de rythmiques électroniques, de batterie, de guitares électriques, puis de chœurs africains, le titre monte en puissance au fur et à mesure, pouvant évoquer ainsi l'accélération et l'intensité des sentiments amoureux mais également de l'acte sexuel.
La chanson se termine par un dernier Innamoramento, suivi d'un léger fredonnement satisfait de la chanteuse.

## Accueil critique
- « Innamoramento, dès la première écoute, séduit les oreilles les plus difficiles. Pourtant, après Anamorphosée, on pensait que Mylène Farmer avait atteint les sommets. C'était mal connaître son perfectionnisme, son éternel besoin de s'aventurer au-delà de ses limites. » (Le Matin)[29]
- « Des paroles toutes signées Mylène, bourrées de jeux de mots, de doubles sens et d'assonances, vraiment bien. » (Elle)[30]
- « Sa voix soufflée, ses textes ambigus et ses mélodies diaboliquement efficaces sont promis à un succès garanti. Moins surprenant mais peut-être plus accessible que son prédécesseur, il laisse entrevoir une Mylène un rien plus souriante dans un ensemble enlevé et lumineux. » (7 Extra)[31]
- « Moins sophistiqué et plus spirituel qu'Anamorphosée, Innamoramento est une réussite. » (La Dernière Heure)[32]
- « On hésite entre égratigner le tandem Farmer/Boutonnat, qui éprouve toutes les peines du monde à ne pas s'autoparodier, et en faire l'éloge, la plupart des chansons de cet album s'avérant intéressantes. » (Ciné Télé Revue)[33]
- « Innamoramento n'a rien d'un disque réalisé à la va-vite. [...] Tout est, de part en part, d'une qualité irréprochable. Il est même difficile d'épingler l'un ou l'autre titre tellement l'ensemble est homogène et brillant. » (Nord Éclair)[34]
- « Reste, au-delà de l'emballage un peu étouffant des arrangements, des couplets samplés ad nauseam, une sincérité qui fait mouche. Les textes que s'écrit Mylène Farmer ont tout du journal intime, et même leur prétention est touchante. » (Libération)[35]
- « Le nouveau Farmer est aussi sulfureux et romantique que les précédents albums, à l'image de L'Âme-Stram-Gram, tout en jeux de mots érotiques. Toujours autant de mystère et d'ambiguïté dans cet univers pourtant cohérent et charmeur. » (Télé Magazine)[36]
- « Chez Mylène Farmer, ce serait plutôt la sensation d'un trop. Trop de cordes, trop de nappes, trop de chœurs, pas la place de respirer. [...] Les climats musicaux restent les mêmes, arrangements à grand spectacle, évidente efficacité dansante. » (Télérama)[37]
- « Une fois de plus, le couple Farmer-Boutonnat se révèle particulièrement inspiré, capable sans renier les sons et les climats feutrés qui ont contribué à leur immense gloire de progresser. L'harmonie est parfaite entre la partition et le mot pour installer de troublantes ambiances. Mylène Farmer cultive, par ailleurs, une écriture de poète, loin des formules apprêtées, prédigérées de la traditionnelle bluette. » (L'Est républicain)[38]

## Singles
Cinq chansons sont sorties en single : L'Âme-Stram-Gram, Je te rends ton amour, Souviens-toi du jour…, Optimistique-moi et Innamoramento, la plupart étant certifiés disques d'argent.
Dessine-moi un mouton a également été publié en single mais dans sa version Live, en tant que premier extrait de l'album Mylenium Tour en décembre 2000.

### L'Âme-Stram-Gram

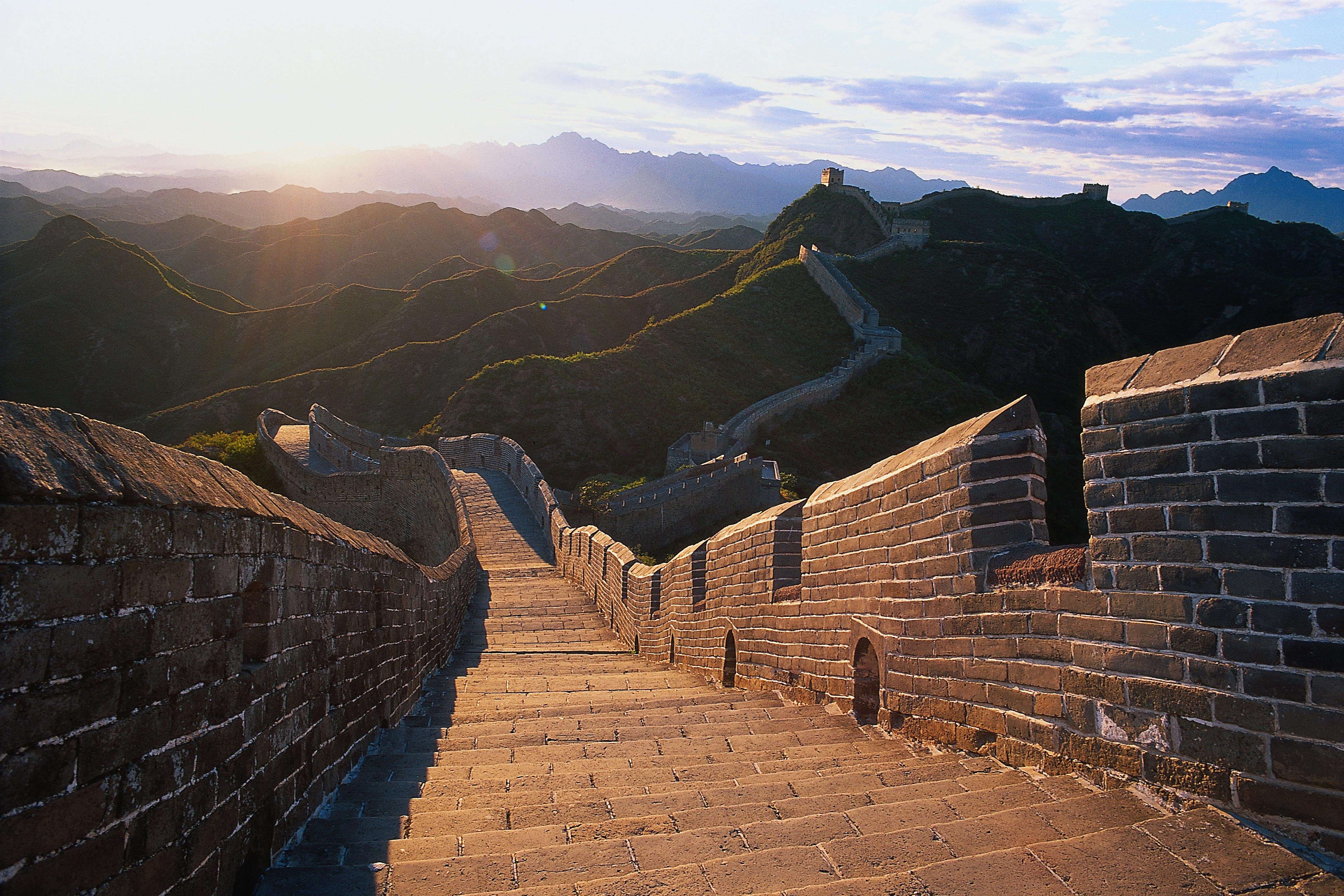
Le clip a nécessité la reproduction d'une partie de la Grande Muraille.

Diffusé en exclusivité sur NRJ le 1er février 1999, L'Âme-Stram-Gram sort le 9 mars 1999, un mois avant l'album Innamoramento.

Le clip, dont le scénario inspiré d'une légende chinoise est écrit par Mylène Farmer, est tourné à Pékin par Ching Siu-tung, célèbre pour sa trilogie Histoire de fantômes chinois. 
Mettant en scène deux sœurs jumelles dotées de pouvoirs surnaturels et nécessitant la reproduction d'une partie de la Grande Muraille, il est le clip français le plus cher jamais réalisé, avec un budget de 900 000 euros.
Certifié disque d'argent en France, où il s'écoule à plus de 200 000 exemplaires, le titre atteint la 2e place du Top 50 et la 3e place des diffusions radios, et connait également le succès en Russie et en Europe de l'Est.

### Je te rends ton amour

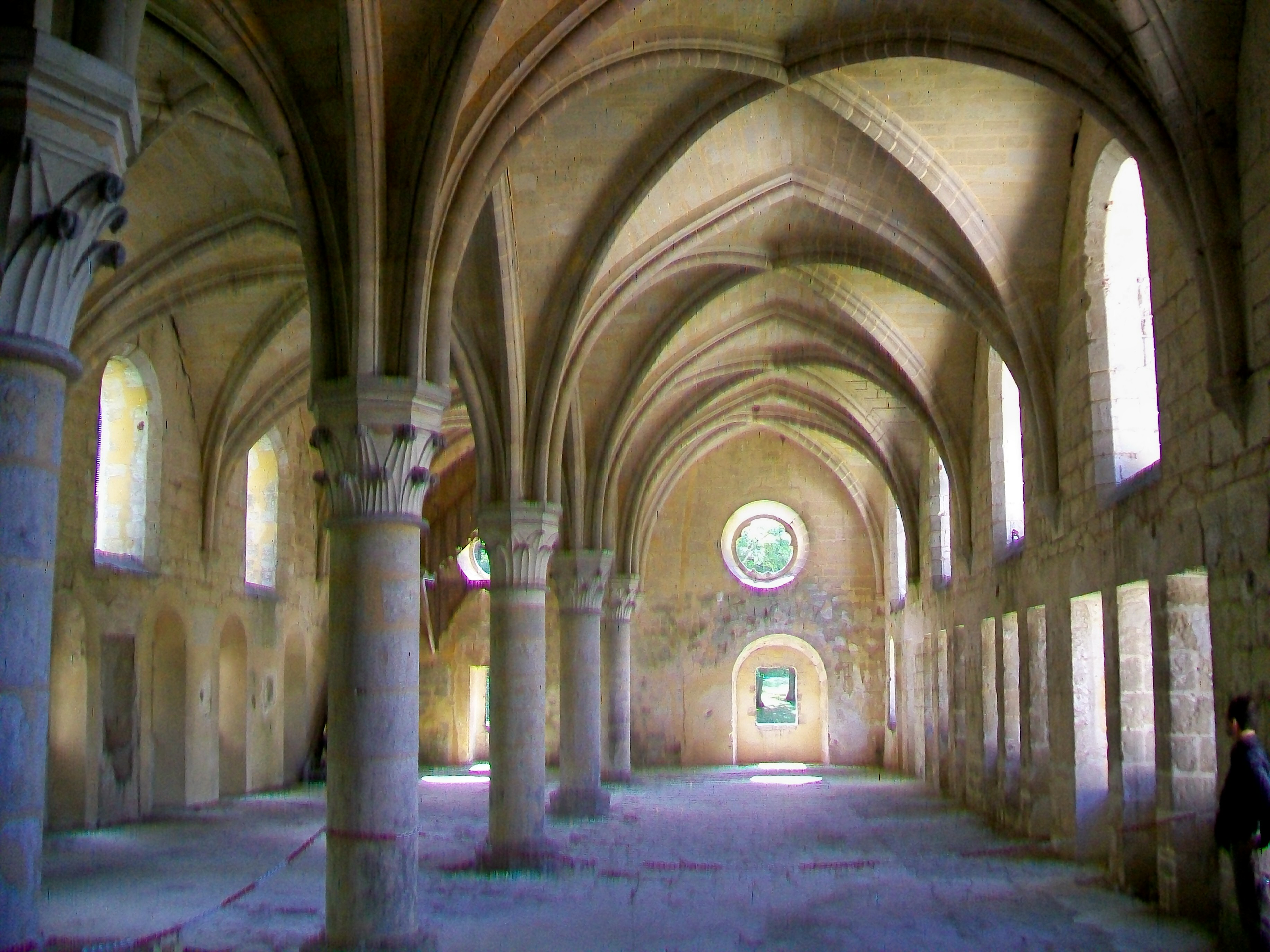
Le dortoir des moines, de l'Abbaye Notre-Dame du Val.

Je te rends ton amour sort le 8 juin 1999, avec une photo de Marino Parisotto Vay présentant Mylène Farmer crucifiée, et une typographie semblable à la signature d'Egon Schiele.
Le clip, réalisé par François Hanss et tourné à l'Abbaye Notre-Dame du Val à Mériel, crée la polémique et se fait censurer à cause de scènes jugées choquantes et blasphématoires envers l'Église catholique (après avoir présenté des stigmates dans un confessionnal, la chanteuse finit nue dans une mare de sang).
Mylène Farmer sort alors la version intégrale en vidéo, qui s'écoule à plus de 70 000 exemplaires en quelques jours, et reverse tous les bénéfices au Sidaction.
La chanson connaît le succès, atteignant la 10e place du Top 50, et permet à l'album de se maintenir dans les meilleures ventes durant l'été 1999.

### Souviens-toi du jour...

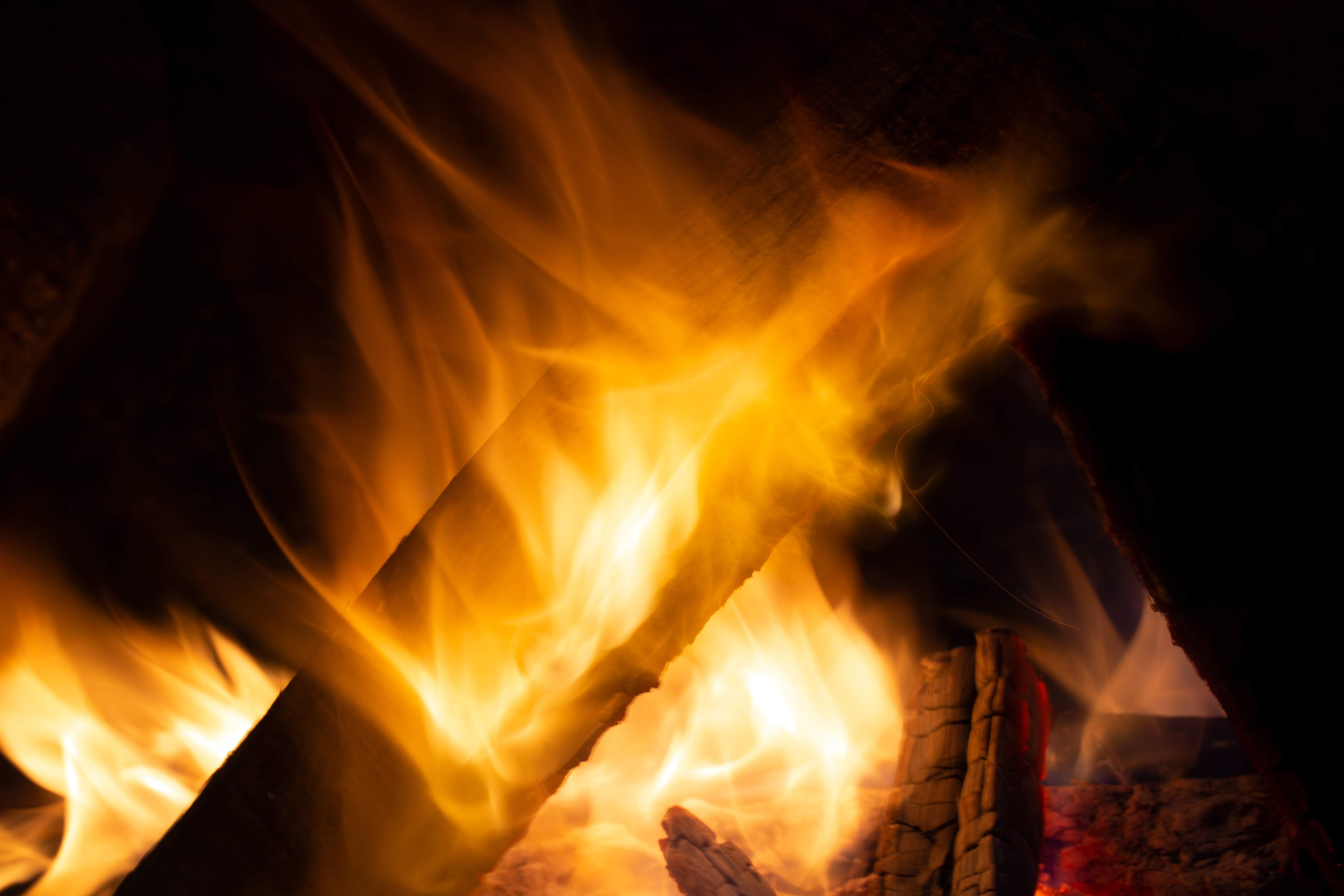
Le clip présente la chanteuse dans une maison en flammes.

Souviens-toi du jour… sort en single le 28 septembre 1999, quelques jours après le coup d'envoi du Mylénium Tour.
Le clip, réalisé par Marcus Nispel, met en scène la chanteuse dans une maison en proie aux flammes, symbolisant d'un côté la haine destructrice des hommes et de l'autre l'Humanité qui résiste au chaos et parvient toujours à se relever.
Certifiée disque d'argent, la chanson connaît le succès en France, atteignant la 4e place du Top 50 ainsi que la 8e place des diffusions radio.

### Optimistique-moi

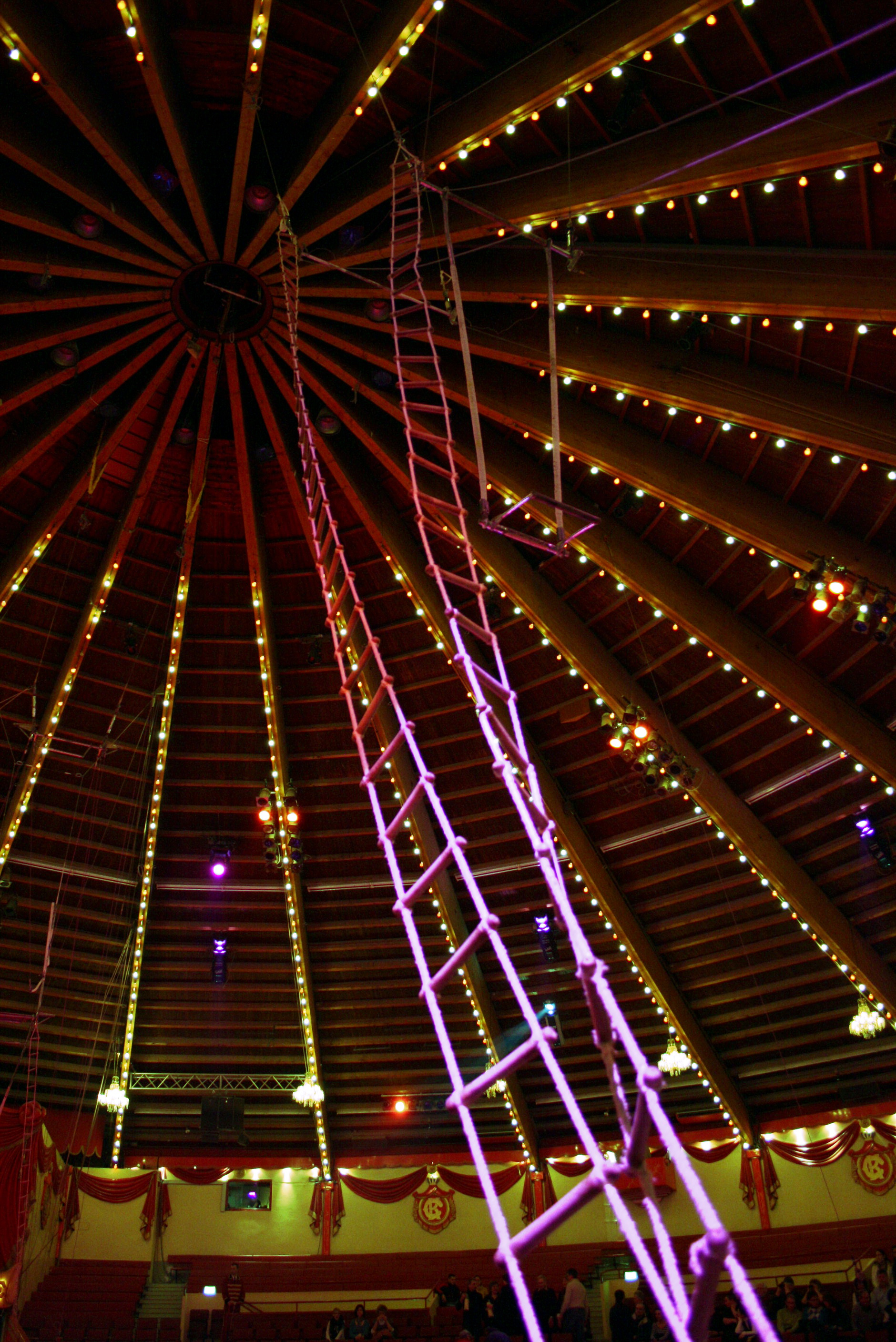
Le clip se déroule dans un cirque.

Sorti le 22 février 2000, Optimistique-moi est le premier titre écrit et composé par Mylène Farmer à sortir en single (habituellement, c'est Laurent Boutonnat qui se charge de la composition).
Le titre paraît au moment où la chanteuse lance la seconde partie de son Mylénium Tour, qui la mènera notamment jusqu'en Russie.
Le clip, réalisé par Michael Haussman et tourné dans un cirque à Prague, est inspiré du film italo-mexicain Santa Sangre d'Alejandro Jodorowsky, mais aussi du film Le Cirque de Charlie Chaplin.
Il recevra le M6 Award du « Meilleur clip de l'année 2000 ».
Certifié disque d'argent, le titre connaît le succès en France, où il atteint la 7e place du Top 50 et la 4e place des titres les plus joués en discothèques, notamment grâce à des remixes réalisés par le DJ américain Roger Sanchez.

### Innamoramento

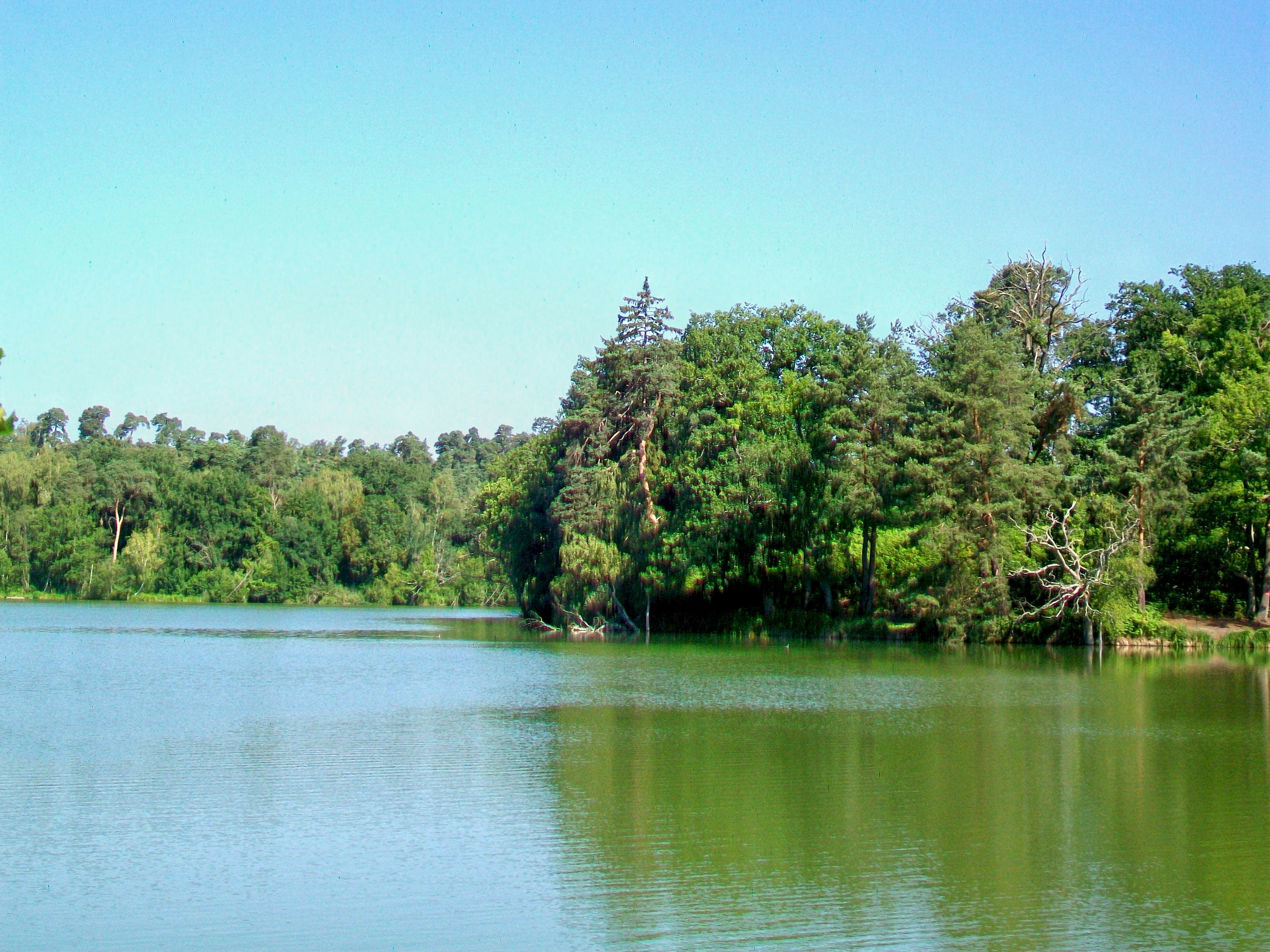
L'étang du Désert d'Ermenonville.

Innamoramento sort en single le 18 juillet 2000, peu de temps après la sortie de Moi... Lolita pour Alizée, un titre écrit par Mylène Farmer et composé par Laurent Boutonnat qui connaîtra un succès international.
Le clip, réalisé par François Hanss, mêle des images de l'interprétation de la chanson lors du Mylenium Tour à Bercy avec des séquences de Mylène Farmer tournées à l'étang du Désert d'Ermenonville, faisant ainsi la transition entre l'album studio Innamoramento et l'album Live Mylenium Tour, annoncé pour la fin de l'année 2000.
La chanson connaît le succès en France, atteignant la 3e place du Top 50, et permet à l'album de se maintenir dans les meilleures ventes durant l'été 2000.

## Classements et certifications
Dès sa sortie, Innamoramento se classe directement à la deuxième place des ventes en France, derrière Hors-saison de Francis Cabrel, s'écoulant à plus de 250 000 exemplaires en une seule semaine.
 
Quatrième meilleure vente de l'année 1999, il est élu « Meilleur album de l'année » aux NRJ Music Awards.
Certifié disque de diamant en France, où il dépasse les 1 300 000 ventes, l'album s'écoule également à plus de 200 000 exemplaires à l'étranger, et reçoit un disque de platine en Belgique, en Suisse et en Europe.
| Classement                          | Meilleure position |
| ----------------------------------- | ------------------ |
| Belgique (Flandres Ultratop)        | 40                 |
| Belgique (Wallonie Ultratop)        | 2                  |
| Europe (European Top 100 Albums)    | 30                 |
| France (SNEP)                       | 2                  |
| Québec (Top Albums Québec)          | 25                 |
| Suisse (Schweizer Hitparade - 2021) | 59                 |

| Classement annuel (1999)     | Position |
| ---------------------------- | -------- |
| Belgique (Wallonie Ultratop) | 5        |
| France (SNEP)                | 4        |

| Classement annuel (2000)     | Position |
| ---------------------------- | -------- |
| Belgique (Wallonie Ultratop) | 58       |
| France (SNEP)                | 43       |

| Classement annuel (2001) | Position |
| ------------------------ | -------- |
| France (SNEP)            | 92       |

### Certifications
| Pays     | Certification |
| -------- | ------------- |
| Belgique | Platine       |
| Europe   | Platine       |
| France   | Diamant       |
| Suisse   | Platine       |

## Crédits
| - Paroles : Mylène Farmer - Musique : Laurent Boutonnat - Sauf Pas le temps de vivre, Méfie-toi, Optimistique-moi, Serais-tu là ?, Et si vieillir m'était conté (Mylène Farmer) - Claviers et programmations : Laurent Boutonnat - Batteries : Abraham Laboriel Jr., Matthieu Rabaté, Denny Fongheiser - Basses : Abraham Laboriel, Jerry Watts, Billy Sheehan - Guitares : Jeff Dahlgren - Guitares additionnelles: Chris Spedding, Frank T. Simes - Flûtes, cymbales et bagpipes : Pol Ramirez Del Piu - Chœurs : - L'Âme-Stram-Gram, Souviens-toi du jour..., Innamoramento, Optimistique-moi : Carole Rowley - Dessine-moi un mouton, Souviens-toi du jour... : Sophia Nelson, Caroline Pascaud Blandin, Johanna Ferdinand - Chœurs africains de L'Amour Naissant et Mylenium : Sophia Nelson, Angeline Annonier, Joëlle Jaque Gustave, Johanna Ferdinand, Marie-Jo Plezel | - Arrangements et production : Laurent Boutonnat - Mixage : Bertrand Châtenet - Prise de son : Bertrand Châtenet, Philippe Colonna, Rik Pekkonen - Assistants : - Rafa Sardina et Mike Scotella (Record One) - John Sorensen (Ocean Way) - Jérôme Devoise (Guillaume Tell) - Enregistré aux studios Ocean Way Recording et Record One (Los Angeles) - Mixé aux studios Record One (Los Angeles) et Guillaume Tell (Paris) - Mastering : André Perriat chez Top Master - Management : Thierry Suc pour TSM - Production exécutive : Paul Van Parys pour Stuffed Monkey - Photos : Marino Parisotto Vay - Design : Henry Neu pour Com'N.B |